# Maurice Closs
Maurice Fabián Closs (Aristóbulo del Valle, Misiones, 10 de junio de 1971) es un político, abogado y empresario argentino. Fue Gobernador de la provincia de Misiones entre 2007 y 2015, después de haber sido Senador Nacional, cargo que volvió a ocupar desde 2017 hasta 2023.

## Biografía

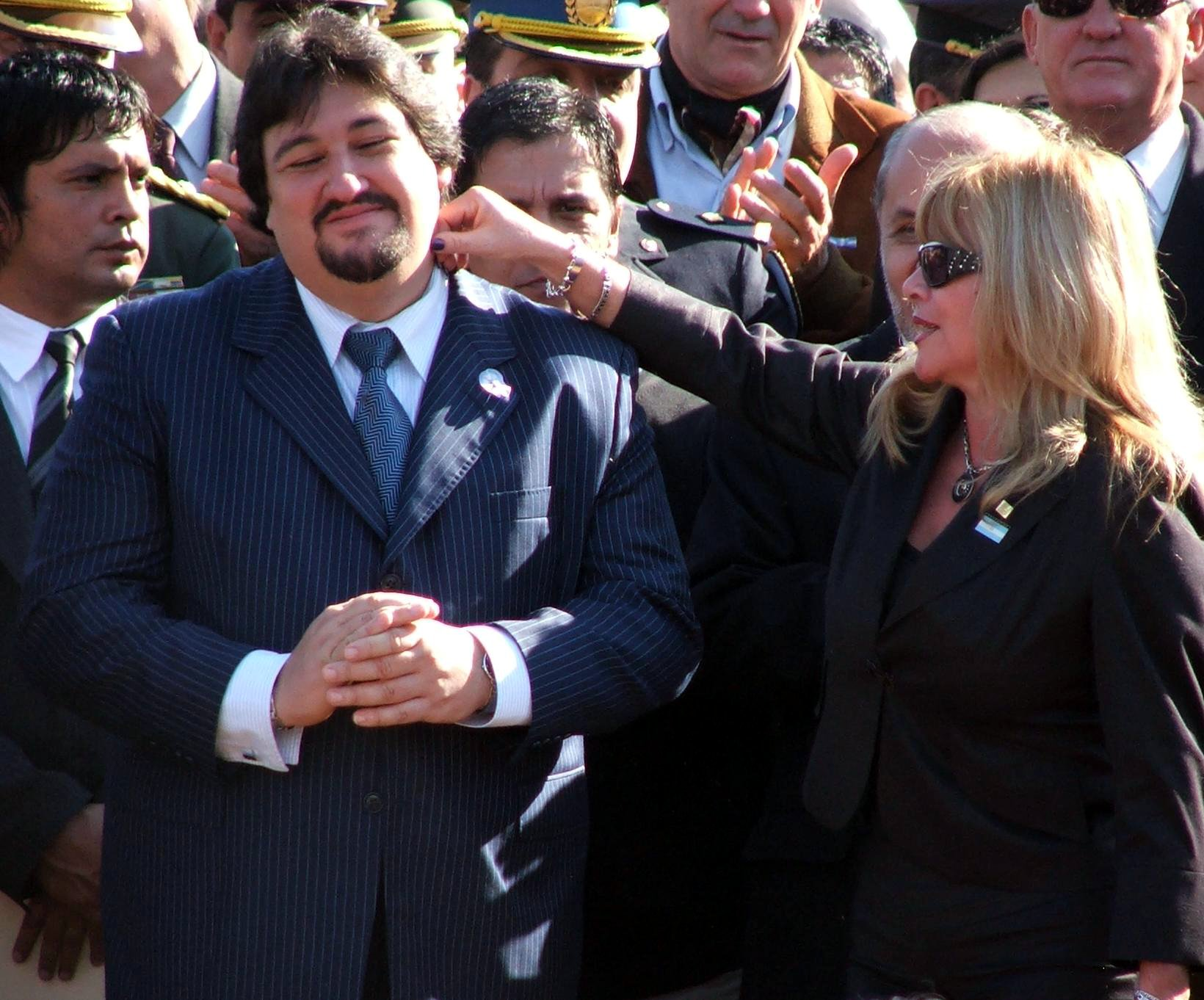
El gobernador Closs junto a la diputada nacional Stella Maris Leverberg.

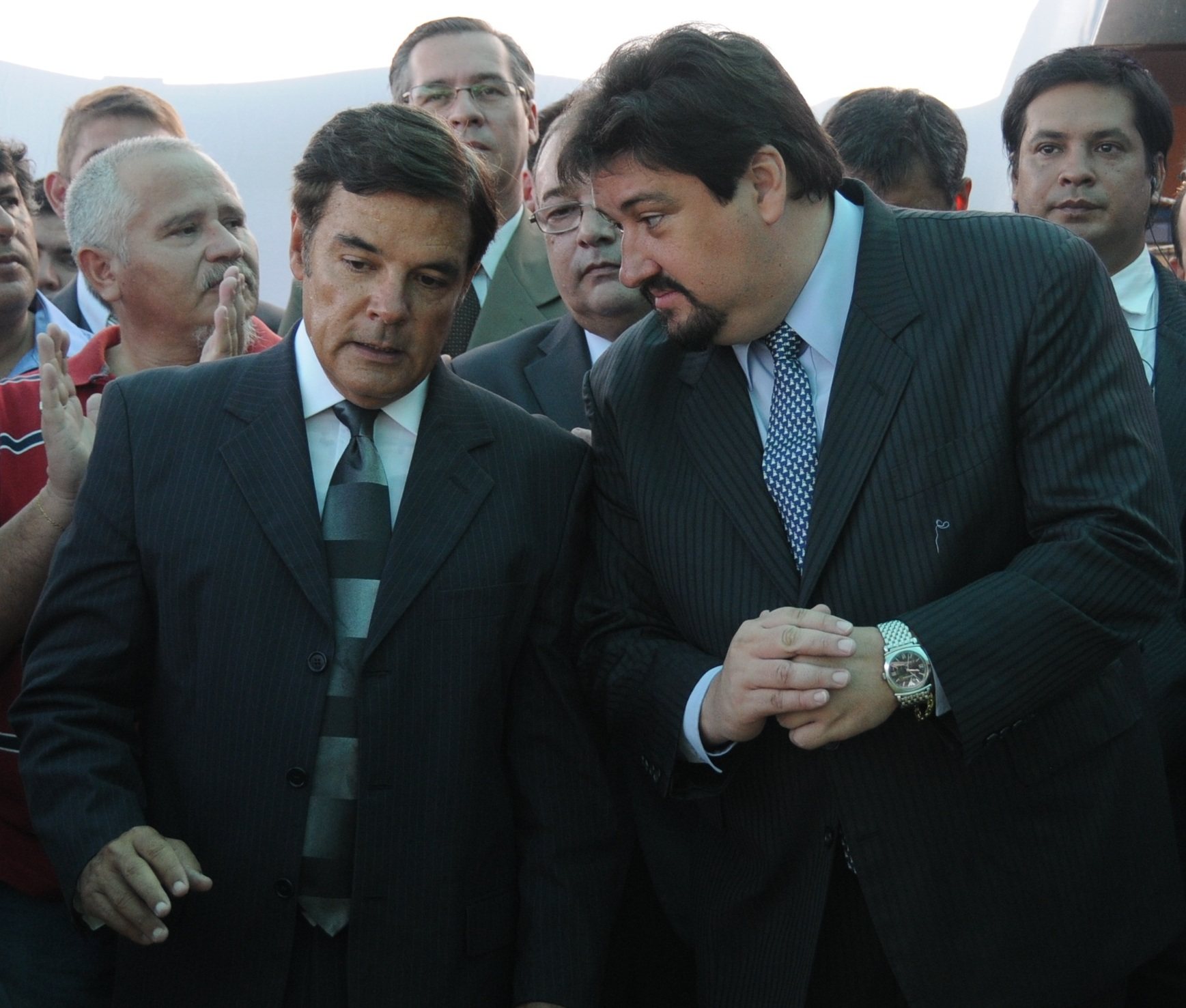
Maurice Closs junto a su predecesor Carlos Rovira.

Hijo de Ramón Closs y Marina Olsson, nació en Aristóbulo del Valle, localidad ubicada en el centro de la provincia. Durante algunos años se dedicó junto a sus hermanos a la administración. Tiene tres hijos: Octavio, Romeo y Tomás Closs.
Se recibió de abogado en la Universidad Nacional del Nordeste y realizó un postgrado en Administración Estratégica de Negocios en la Universidad Nacional de Misiones. Además, tiene cursos de capacitación en la California State University, de Estados Unidos y en la CEPAL de Santiago de Chile, es uno de los mayores empleadores de la Provincia de Misiones con 557 empleados.
Entre 1996 y 2000 presidió la Juventud Radical, dos años después, en 2002, es electo presidente del Comité Provincia de la Unión Cívica Radical partido que abandona en 2001. En 2003, pasó a formar parte del Frente Renovador de la Concordia (más tarde Partido de la Concordia Social), que llevó a Carlos Rovira a su reelección como gobernador de Misiones. En diciembre de ese año, fue nombrado Jefe de Gabinete del Poder Ejecutivo de la provincia por el entonces gobernador Ing. Carlos Rovira. En 2005, es la primera vez que Closs es propuesto para un cargo público electivo, convirtiéndose así como el senador nacional más joven del país, con apenas 35 años.
En 2007, fue elegido gobernador de la provincia de Misiones. Fue reelecto durante las elecciones del 26 de junio de 2011, con casi el 75% de los votos válidos emitidos.
Durante su gestión, se inauguró el parque industrial de Posadas, un el predio de 112 hectáreas ubicado en el extremo oeste de Posadas, que demandó una inversión de más de cien millones de pesos en infraestructura. también se llevaron a cabo diferentes las obras que se hicieron en la provincia como la terminación de las rutas provinciales 221 y 8. También se avanzó en la pavimentación de la ruta nacional 14, aunque falta terminar su pavimentación desde San Pedro y Dos Hermanas.
Respecto a la política educacional en 2007 solamente el 30 por ciento de los chicos que ingresaban a la secundaria la terminaban, esa cifra trepó al 47,6 por ciento en 2015. La matrícula escolar pasó de 77 mil niños en la escuela a cerca de 120 mil. También se llevó a cabo la construcción del nuevo edificio del hospital pediátrico Fernando Barreyro y obras de embellecimiento de la capital, entre ellas la Bahía El Brete de Posadas, y las costaneras de Garupá y Candelaria con sus respectivas playas y paseos públicos. La bahía de Posadas se transformó en un amplio espacio de uso público, con 140 hectáreas.
En 2015, fue candidato a Diputado Nacional por el Frente Renovador de la Concordia Social, resultado electo.
Su voto en el proyecto de Ley de Interrupción Voluntaria del Embarazo del 8 de agosto de 2018 fue negativo.
También se llevó adelante el plan Hambre Cero, que permitió recuperar más de 10 mil niños misioneros que padecían algún grado de desnutrición, y una política de desendeudamiento, pasando de una deuda equivalente a dos presupuestos completos, en los 90, al 20 por ciento del actual presupuesto
Durante su gestión se implementó el plan Progresar a nivel provincial para universalizar el derecho a la escuela secundaria, lo que se sumó al Plan Hambre 0 y el Plan Mama para combatir la mortalidad infantil y materna. A nivel educativo se entregaron 161 mil Netbooks en el marco del programa provincial Gurí Digital